# June Spencer
June Rosalind Spencer (Nottingham, 14 de junio de 1919-Leatherhead, 8 de noviembre de 2024) fue una actriz británica que interpretó el personaje de Peggy Woolley en la radionovela The Archers emitida en la BBC Radio 4. Spencer interpretó el personaje entre 1950 a 1953, y de nuevo de 1962 a 2022.

## Carrera
El trabajo inicial de Spencer como institutriz en una escuela privada ayudó a financiar lecciones de teatro, lo que la llevó a aparecer en el Theatre Royal, Nottingham. También escribió monólogos para sobremesas, así como material satírico para programas de radio. Durante la Segunda Guerra Mundial trabajó en la oficina del tesorero de la ciudad de Nottingham antes de unirse a una compañía de teatro. Más tarde comenzó a trabajar en la BBC Radio, apareciendo en programas como Children's Hour y  Dick Barton: Agente especial antes de que The Archers comenzara en 1950.
En The Archers interpretó el papel de Peggy Woolley durante un período que abarcó más de 70 años, comenzando con el episodio piloto en 1950 y terminando el 31 de julio de 2022. En 1953, dejó el elenco para cuidar de su familia, y el papel de Peggy pasó a manos de Thelma Rogers.
Más tarde, Spencer regresó dos veces a la serie para interpretar a otro personaje, Rita Flynn, primero de 1956 a 1958 y nuevamente a partir de 1961. En 1962, Rogers dejó The Archers para regresar a los escenarios, y Spencer volvió al papel de Peggy. También apareció en televisión en Songs of Praise y en el drama Doctors. Su retiro de The Archers, a la edad de 103 años, fue anunciado por el BBC el 8 de agosto de 2022. Su ex coprotagonista Graham Seed la elogió por su "notable fuerza y resistencia". obtuvo un certificado de la Guildhall School of Music and Drama de Londres. También estudió en Stockwin Music College desde los 12 años.

## Honores
El 12 de julio de 2012, Spencer recibió un título honorífico de la Universidad de Nottingham como Doctora en Letras por sus servicios a la radiodifusión. Recibió un premio Lifetime Achievement Award en los BBC Audio Drama Awards 2014. Fue nombrada Oficial de la Orden del Imperio Británico en 1991, y Comandante de la Orden del Imperio Británico en los 2017 Birthday Honors por sus servicios al teatro y la caridad.